# Syncrossus helodes
Syncrossus helodes és una espècie de peix de la família dels cobítids i de l'ordre dels cipriniformes.
És inofensiu per als humans, d'hàbits nocturns o crepusculars, comercialitzat fresc i utilitzat per a fabricar prahok al llarg del Tonlé Sap (Cambodja).

## Morfologia
Cos de 30 cm de llargària màxima, allargat, comprimit lateralment, sense escata|escates i presenta entre 10 i 12 franges fosques i verticals als flancs, les quals es difuminen en arribar a la línia lateral. La seua coloració base és el groc pàl·lid o marró, més clara a la meitat inferior del cos (perd part de la seua coloració com a juvenil a mesura que madura). 3 parells de barbetes sensorials. Espina retràctil darrere dels ulls, la qual pot estendre a voluntat. 12-14 radis ramificats a l'aleta dorsal. Té un reguitzell de petites marques fosques i verticals a la part anterior inferior del cos per sobre del nivell de l'aleta pectoral. 2-3 fileres longitudinals de punts negres a l'aleta dorsal. Aleta caudal amb diverses franges verticals o fileres de taques.

## Ecologia
És un peix d'aigua dolça (pH entre 6 i 6,5), potamòdrom, Peix demersal i de clima tropical (24 °C-30 °C), el qual viu a Àsia: els grans rius amb substrat fangós del nord de la península de Malaca i de les conques dels rius Mekong, Laos, Tailàndia i el Vietnam. Migra cap a àrees inundades durant l'estació de les pluges i retorna als rius durant el novembre i el desembre. A la conca del llac Tonlé Sap (centre de Cambodja) comparteix el seu hàbitat amb Hampala macrolepidota, Osteochilus hasseltii, Parachela siamensis, Puntius brevis, Puntius orphoides, Rasbora aurotaenia, Rasbora paviana, Rasbora rubrodorsalis, Yasuhikotakia modesta, Nemacheilus pallidus, Mystus bocourti, Mystus multiradiatus, Macrognathus semiocellatus, Macrognathus siamensis, Parambassis siamensis, Pristolepis fasciata, Anabas testudineus, Trichopodus microlepis, Trichopsis schalleri i Monotrete cochinchinensis. Menja mol·luscs, cucs i larves d'insectes bentònics. No s'ha pogut reproduir en captivitat, bé perquè no hi arriba a madurar sexualment o perquè la seua reproducció depèn de moviments geogràfics relacionats amb inundacions i èpoques de pluges.